# 量子技術
量子技術、量子科学技術（りょうしぎじゅつ／りょうしかがくぎじゅつ、quantum technology）とは、量子力学の奇妙な性質を、情報処理などに用いる技術のこと。特に量子もつれやトンネル効果を、量子コンピューティング（計算）、量子暗号、量子シミュレーション、量子計測、量子センシング（検出）、および量子イメージング（撮像）などの技術として実用に役立てる、物理学と工学の新しい分野である。

## 概要
量子技術の分野はen:Gerard J. Milburnの1997年の著作によって初めて概要が描かれた。それに続いて、en:Jonathan P. Dowlingとen:Gerard J. Milburnの2003年の記事やデイヴィッド・ドイッチュによる2003年の記事によって構想が進められた。
この分野は、量子情報処理の分野、特に量子コンピューティングからの新しいアイデアの流入による恩恵を多大に受けている。量子光学、原子光学、量子エレクトロニクスや量子ナノメカニカルデバイスのような量子力学の異なる領域は、量子情報理論の研究により共通言語が与えられ、量子コンピュータの研究の下に統一されてきている。
量子コンピュータ、量子通信、量子センシングなどは軍事技術としても重要である。

## 各国の状況
各国の政府や研究機関、大学、企業により技術開発が行なわれている。

### 日本
日本国政府は『量子未来社会ビジョン』を2022年に策定した。

#### 量子技術の研究・活用に取り組む機関・団体
- 国立研究開発法人量子科学技術研究開発機構（量研、QST）
- 一般社団法人量子技術による新産業創出協議会（Q-STAR）[8]
- 日本大学量子科学研究所[9]
- 玉川大学量子情報科学研究所[10]

### スイス
政府が2022年にスイス量子委員会（SQC）を設立するなど科学技術政策の重点分野としており、チューリッヒ工科大学などによる産学共同研究も盛んである。